# Burg Efferen

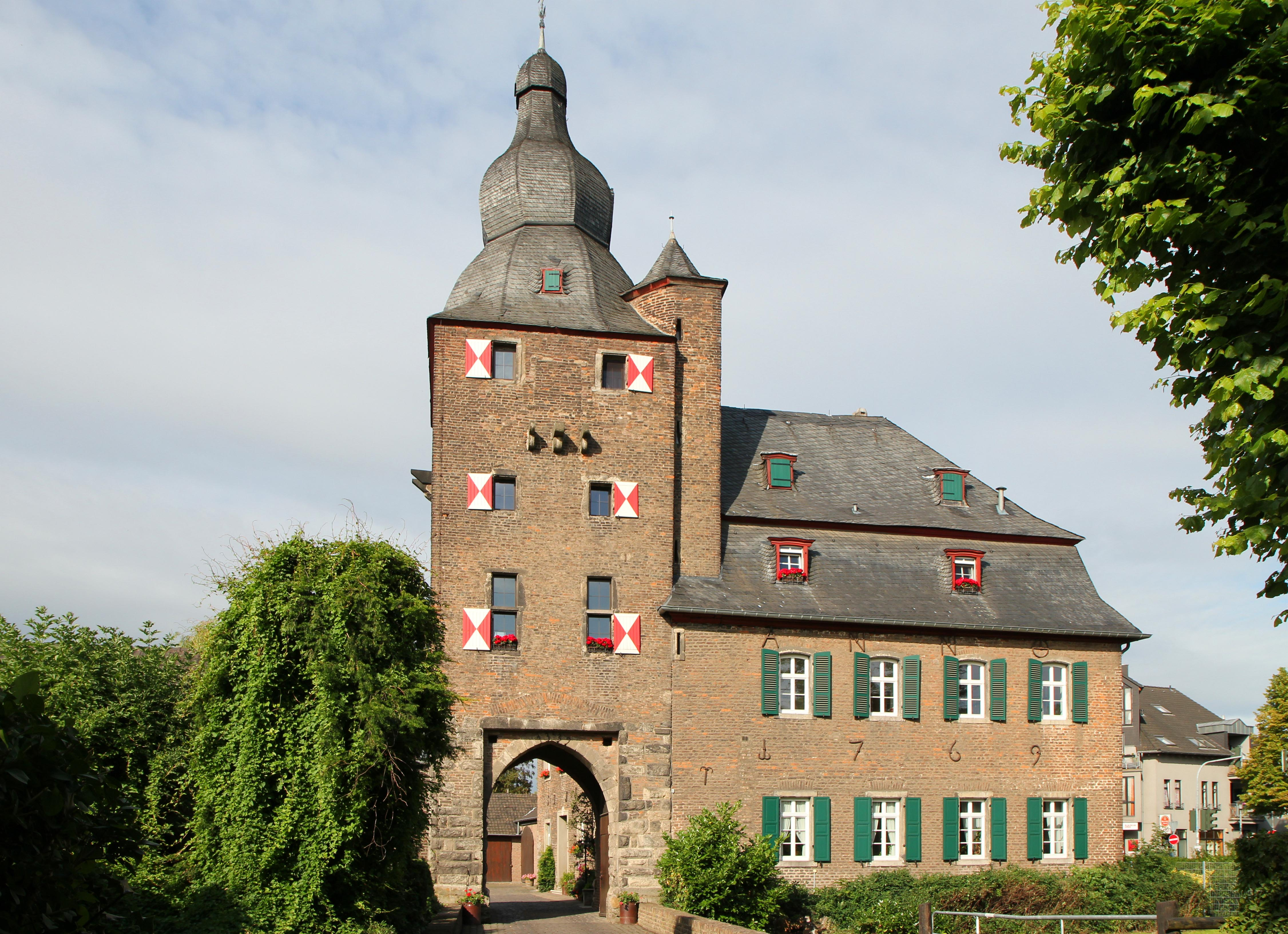
Burg Efferen

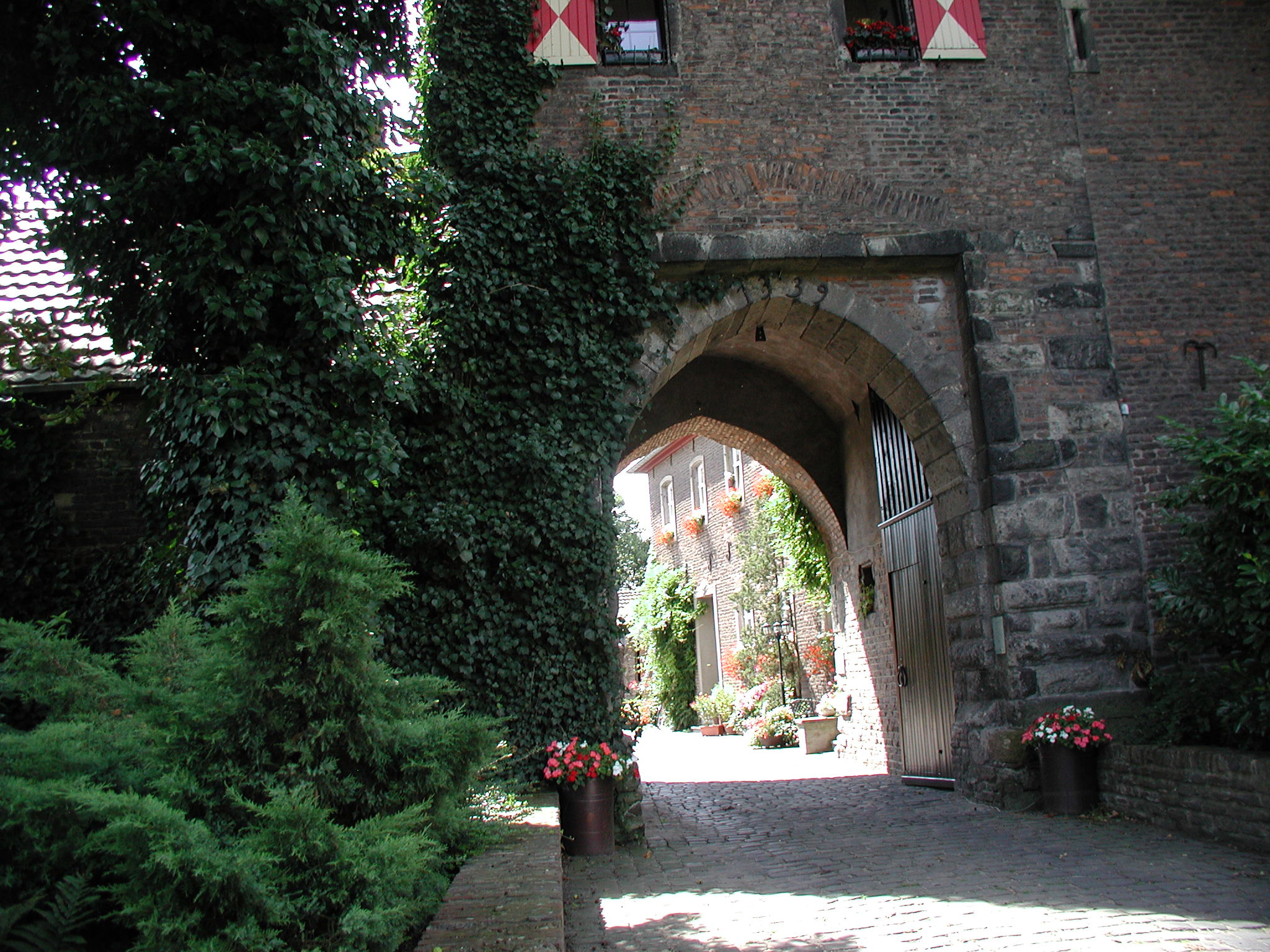
Durchfahrt

Burg Efferen ist das Wahrzeichen des Ortsteils Efferen der Stadt Hürth und eine der landesgeschichtlich bedeutendsten Burgen im Umland von Köln. Ihr mittelalterlicher Torturm ist das älteste Gebäude der Stadt.

## Lage
Die ehemalige Wasserburg liegt unmittelbar am östlichen Rand des heute verrohrten Duffesbaches, aus dem sie einst ihren Wassergraben speiste, und der den Bach entlang führenden Bachstraße Richtung Köln. Der Duffesbach entstand aus und neben der verfallenden römischen Eifelwasserleitung nach dem römischen Köln, deren Pfeilerfundamente man entlang des Baches noch im Boden fand und findet. Möglicherweise wurden Spolien der Leitung für die Fundamentierung der Burg verwandt. Die ehemalige Hauptstraße (heute Ritter- und Kaulardstraße) bindet diesen Standort an die seit römischer Zeit bestehende heutige Luxemburger Straße/B 265 (früher Agrippa-Straße Köln–Trier, Zülpicher- oder Trierer Straße). Der Burghof war ehemals umgeben von sieben weiteren Hofgütern, die teilweise sogar größer waren als das Burggut. Auch der Ort gruppierte sich um den Bach und dieses Dreieck und kam nur wenig darüber hinaus.

## Geschichte
Die Entstehung der ersten Burganlage liegt noch völlig im Dunkeln. Grundherrin in Efferen war der von Plektrudis, der Witwe Pippins des Mittleren, um 696 gestiftete Konvent St. Maria im Kapitol, der das Königsgut zur Gründung und zur Ausstattung von ihr geschenkt bekam. Die Urkunde ist allerdings verschollen. Zu Vögten über das Stift und damit auch über den Fronhof wurden die Grafen von Jülich bestimmt, die mit dem Gut Kölner Adelige belehnten. Als erstes Burgherrengeschlecht sind für das Ende des 14. Jahrhunderts die Kölner Overstolzen bezeugt, die sich später Overstolz von Efferen und dann nur noch von Efferen benennen, auch ein Zeichen für die Bedeutung der Burg. Die Kölner bauten die Burg 1391/93 mit den Jülichern als Vorposten gegen die Herrschaftsansprüche des Kölner Erzbischofs Friedrich III. von Saarwerden wehrhaft aus. Aus dieser Zeit stammt wohl der Torturm. Auf einer Landschafts-Zeichnung des wallonischen Künstlers Renier Roidkin († 1741) sind noch weitere Türme der ehemaligen Anlage zu erkennen. Die weiteren Besitzer, die durch Erbschaft oder Kauf die Burg übernahmen sind wie folgt:
- 1439 wurde der Kölner Bürgermeister Rüttgers von der Weyden mit dem Gut belehnt, der es
- 1461 an Johann Rauftesch verkaufte.
- Johann von Diepenbroich, dessen Sohn, wurde 1477 ordentlich mit dem Gut belehnt.
- 1535 bis 1635 war die angesehene Kölner Patrizier-Familie Orsbeck im Besitz der Burg.
- Für zwei Jahrhunderte folgten nun die Freiherrn von Bourtscheid bis zum Tod von Johann Ludwig von Bourscheid 1836.
- Bis 1870 waren die Grafen von Schaesberg im Besitz der Burg. Sie verkauften diese dann an
- die Grafen von Fürstenberg-Stammheim aus Bonn, welche sie 1894 an ihren Pächter
- Matthias Koch veräußerten. Dessen Nachkommen (heute Schmitt) sind nach wie vor im Besitz des Anwesens.[1]

Viele dieser Namen sind als Straßennamen rund um die Burg zu finden.
1769 baute Carl Franz von Bourscheidt durch den Baumeister Christian Birkenhus – auch nach ihm wurde eine kleine Straße benannt – die Burg auf den alten Fundamenten zu einer "zeitgemäßen" barocken Anlage um. Der Name des Baumeisters steht auf einem Stein an der ehemaligen Brücke.

## Baubeschreibung

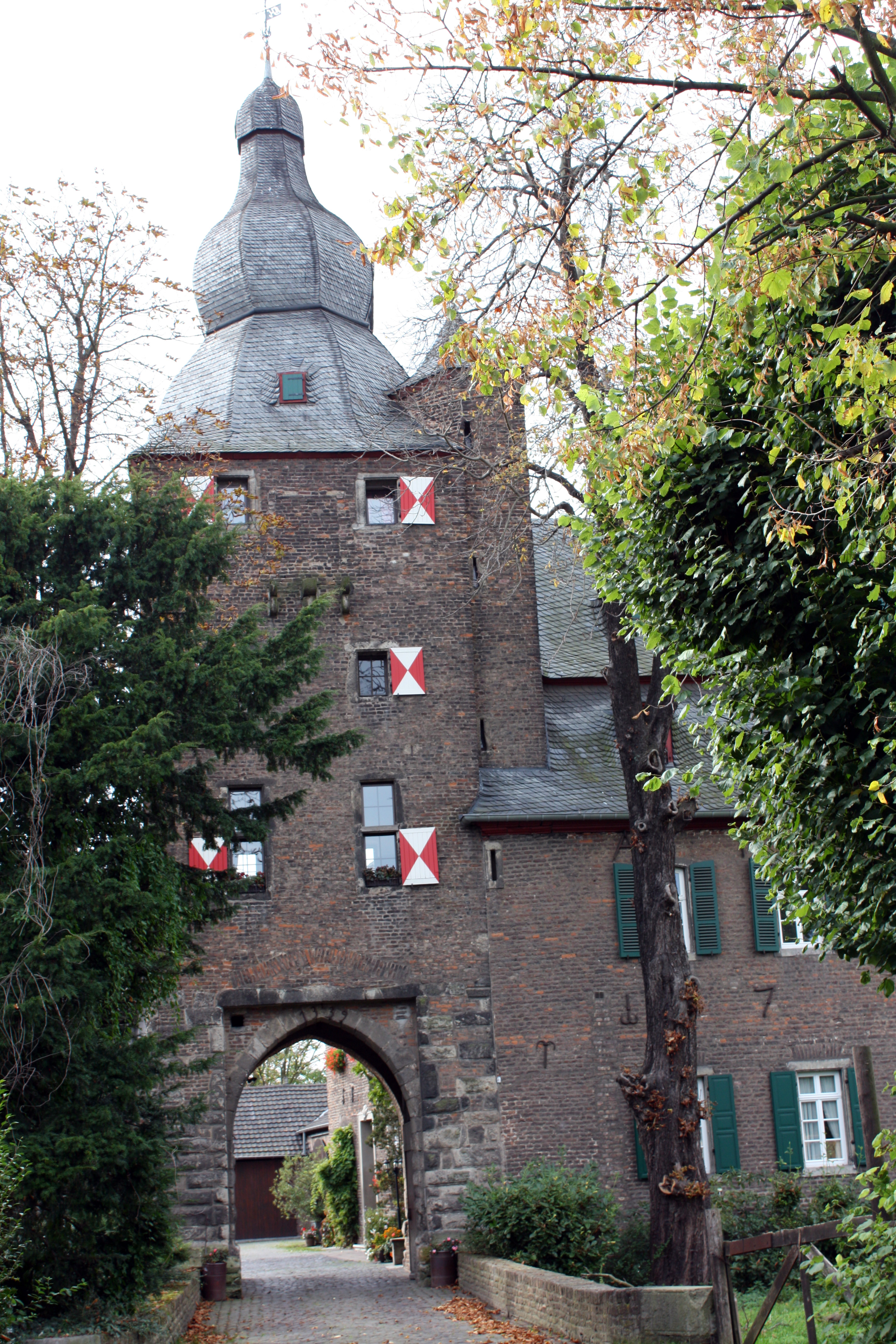
Torturm

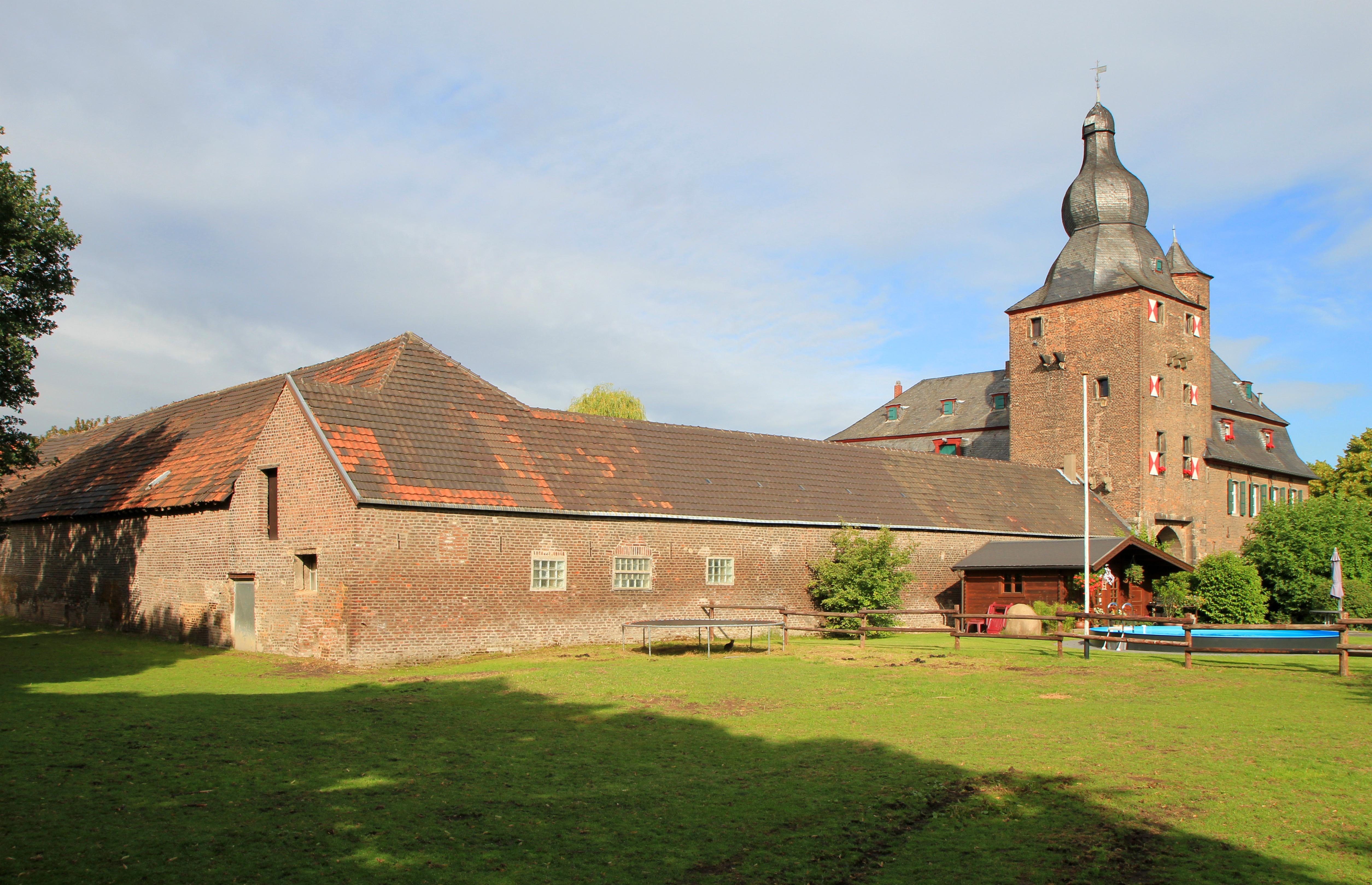
Burg Efferen von Südosten

Der heutige Zustand der Burg ist nach Kriegszerstörungen und denkmalpflegerischen Erneuerungen wie folgt:

### Grünanlagen
Von den ehemals wohl größeren Parkanlagen ist alleine eine kleine Wiese vor dem linken Flügel übrig geblieben, die links von einer auf den Torbogen zugeführten Allee begrenzt wird. Im Zuge der Neuanlage der vorbeiführenden Bachstraße wurde 1961 der schon durch die Verrohrung des Baches trocken gefallene Burggraben zugeschüttet und nur zur Straße hin durch eine kleine Senke angedeutet.

### Torturm
Der ehemals wohl bezinnte Torturm aus Feldbrandsteinen (nach dem Vorbild der Landesburg Lechenich) trägt seit dem Burgumbau eine barocke Welsche Haube, gekrönt mit einer Wetterfahne mit dem Wappen des Freiherren von Fürstenberg, des letzten adligen Besitzers. Die Torturmdurchfahrt erfolgt durch gotische Bögen, an denen man seitlich noch die Führungen für die Zugbrückenkette erkennt. Auch die Brücke über den zugeschütteten Wassergraben ist noch erhalten. Die drei Etagen über dem Tor sind durch je zwei in Trachyt (vom Drachenfels) gefasste Fenster gegliedert. Oberhalb der zweiten Etage kragen noch an drei Seiten Kragsteine heraus, die ehemals entweder Erker oder gar Pechnasen trugen. An den Querriegel zum Herrenhaus angebaut, bringt ein polygonaler Wendeltreppenturm in die höheren Stockwerke.

### Herrenhaus
Das Herrenhaus ist zweistöckig auch aus Feldbrandsteinen gebaut mit einem gebrochenen Walmdach und je einer Gaubenreihe in den zwei Dachgeschossen. Es schließt mit einem kurzen vier Fenster breiten gleich hohen Seitenflügel an den Torturm an. Die Front zur Bachstraße ist siebenachsig symmetrisch. Der Mittelrisalit trägt im Spitzgiebel das Wappen der Bourscheidts. Darunter, im ersten Obergeschoss, trägt ein Rokokogitter des Balkons das Wappen der Fürstenbergs, umgeben von drei Seerosen. Das Monogramm des ersten bürgerlichen Besitzers, MK, wurde später aufgesetzt. Die Esserstraße führt genau auf die Mitte des Herrenhauses zu und ermöglicht so einen langen Blickkontakt.

### Wirtschaftsgebäude
Die niedrigen Wirtschaftsgebäude umschließen rechteckig auf den dem Turm und Herrenhaus gegenüber liegenden Seiten und mit einem kurzen am Turm anschließenden Riegel den gepflasterten Burghof. Sie werden auch heute noch landwirtschaftlich genutzt.